# Конырсу
Конырсу (каз. Қоңырсу) — село в районе имени Габита Мусрепова Северо-Казахстанской области Казахстана. Входит в состав Шоптыкольского сельского округа. Код КАТО — 596667400.

## Население
В 1999 году численность населения села составляла 183 человека (90 мужчин и 93 женщины). По данным переписи 2009 года, в селе проживало 50 человек (24 мужчины и 26 женщин).